# Fanntófell
Der Fanntofell ist ein 901 Meter hoher vulkanischer Berg auf Island. Sein Volumen wird von Eason et al. (2015) auf 0,7 km³ geschätzt.

## Name
Der zusammengesetzte Name verweist auf eine von Firnschnee (isländisch fönn) umgebene Graszunge (isländisch tó, eigentlich wörtlich „Rasen, Gras“). Fell bedeutet „Berg“.

## Lage
Der Berg befindet sich im Hochland von Island und nur ca. 3 km westlich der Piste Kaldidalur.
Fanntofell ragt aus der Südwestflanke des Schildvulkans Ok heraus.

## Geologie
Es handelt sich um einen steilen und mehr oder minder pyramidenförmigen Berg vor allem aus Palagonit, der zum Vulkan Ok gehört. Er trägt allerdings eine Lavalage auf seinem Gipfel, ist also kein reiner Palagonitkegel, sondern ein Tafelvulkan.

## Weitere Berge in der Nähe
Im Nordosten von ihm liegt ein weiterer Palagonitkegel namens Lýklafell (571 m). Östlich zwischen den beiden Bergen befindet sich eine Anhöhe, die Dauðmannshóll (deutsch: „Totermannhügel“) genannt wird. Man sagt, der Name rühre daher, dass in dieser Gegend zum Jahreswechsel 1882 und 1883 ein Mann mit Namen Grímur Bergfjörð verschwunden sei.

## Volkssagenschauplatz
Eine Volkssage berichtet von einem Troll im Fantofell. Dieser stahl dem Bauern, der das Heu auf der nahegelegenen Wiese Egilsáfangi erntete, Jahr für Jahr ein Pferd. Erst im 19. Jahr verlor der Troll die Lust an solchen Streichen.

## Wandern am Berg
Die Wanderung beginnt am Steinmännchen Beinakerling auf der Kaldialur, von dort sind es ca. 4 km in relativ flachem Gelände zum Berg. Der leichteste Aufstieg verläuft von der Südwestseite entlang einer auffallenden Schlucht.